# Пайен, Ансельм
Ансе́льм Пайе́н (фр. Anselme Payen; 6 января 1795, Париж — 12 мая 1871, Париж) — французский химик, открывший целлюлозу.

## Биография
Пайен родился в Париже. Его отец, Жан-Батист, юрист по образованию, в 1791 году основал в парижском пригороде Гренелль химический завод, производивший нашатырь и соду.
Под руководством отца Ансельм в возрасте 13 лет начал изучать естественные науки. Затем изучал химию в Политехнической школе у химиков Луи Николя Воклена, Луи Жака Тенара, и Мишеля Эжена Шеврёля. Отец и сын Пайены были друзьями химика Жана-Антуана Шапталя
В 1820 году после смерти отца, Ансельм Пайен унаследовал завод. стал директором завода по переработке буры и разработал процесс синтеза буры из соды и борной кислоты. Этот метод позволил Пайену организовать дешёвое производство минерала, который до этого импортировался исключительно из голландской Ост-Индии. Начав продавать буру по цене, равной одной трети прежней, Пайен сломил голландскую монополию.
Пайен также разработал процессы рафинирования сахара, крахмала и спирта из картофеля и метод определения азота.
В 1833 году Пайен совместно с Жаном-Франсуа Персо открыл первый фермент, диастазу (амилазу), которая расщепляет крахмал на олигосахариды..
Первым изучил химию целлюлозы и лигнина. При попытке разделить древесину на составные части Пайен обнаружил, что при обработке её азотной кислотой образуется волокнистое вещество, аналогичное хлопку. Анализ показал, что химическая формула вещества — C6H10O5. Работы были опубликованы в 1838 году, а в следующем 1839 году в научную литературу вошёл термин «целлюлоза», придуманный Пайеном.
В 1835 году Пайен стал профессором Центральной школы искусств и мануфактур. Позже он был избран профессором Национальной консерватории искусств и ремесел. Ансельм Пайен умер в Париже 13 мая 1871 года.

## Память
В 1962 году Американское химическое общество учредило премию Ансельма Пайена.